# Клипс (оръжие)
Клипс (патронна тенекийка, за патрони, оръжеен клипс) е приспособление, обединяващо няколко патрона в едно тяло и служещо за облекчаване и ускоряване на зареждането на стрелковото оръжие и малокалибрените оръдия.
Терминът често и неправилно се използва вместо пълнител. В БА е използван термина тенекийка.

## Предназначение
Клипсовото зареждане първоначално се използва в магазинните винтовки от последната четвърт на 19 век. Пълнителите (на руски магазини) им са постоянни (несменяеми), и единствения способ за тяхното бързо презареждане е клипсът.
С появата на новите образци оръжие, имащи по-големи сваляеми (сменяеми) пълнители (автоматични винтовки, автомати, ръчни картечници), за тях, като правило, с цел съхранение логистиката на боеприпасите, е предвидено възможността за снаряжаване на вече самите пълнители от стандартните винтовъчни клипсове – или чрез монтирани на цевната кутия на самото оръжие специални направляващи, или с помощта на специално устройство, прилагано към оръжието.
Също клипсове се използват при зареждането на пистолети с несваляеми пълнители (Mauser C96, Steyr M1912), големокалибрени картечници и малокалибрени оръдия (37 mm автоматично зенитно оръдие образец 1939 г. (61-К)).
Патроните могат да са снаряжени в клипсове в завода-производител и вече в такъв вид да се доставят на ползвателя. За носене на клипсовете с патрони се използват подсумките. Подсумка е русизъм, съвременния български термин е паласка.

## Конструкция
Обикновено представлява тънка стоманена планка, имаща по краищата си направляващи жлебове (бордове, улеи, водачи), в които влизат дънцата на патронните гилзи. В клипса се вместват стандартно от 5 до 10 патрона, възможно и повече в зависимости от модела оръжие.
На цевната кутия на оръжието се правят специални направляващи, в които се поставя края на клипса, а след това с натискане на пръст се вкарват всички патрони от клипса в пълнителя. След това клипсът се изважда от направляващите и се затваря затворът. При някои системи (например, във винтовката Mauser 98k) не е необходимо да се изважда изпразненият клипс с отделно движение – ако затворът се затвори с енергично движение, той изпада сам. За снаряжаване на сменяеми пълнители се използват преходници, които се поставят на гърлото на пълнителя. Такъв преходник може да се прилага към опаковката на патроните.
Следва да се прави разлика между клипса и патронната пачка. Разликата между тях се заключава в това, че пачката с патрони се поставя вътре в пълнителя и се намира там до пълното изразходване на патроните, след което се отстранява през отвор отгоре или отдолу на цевната кутия. Намирайки се в пълнителя, пачката удържа в него патроните и ги насочва при вкарването им в патронника. Клипсът се използва само за зареждане на оръжието.
Наистина, такова различие между пачката и клипса има само в рускоезичната терминология. До издаването на „Энциклопедия стрелкового оружия“ на А. Б. Жук е използвано също името „клипс за пачечно зареждане“, а терминът „пачка“ е наречен „разговорен“. Например, в английския език и това, и другото обикновено се наричат с думата clip (en-bloc clip – „пачка“, stripper clip – „клипс“).

## Галерия
- Зареждане на несменяемия пълнител на карабината СКС с помощта на клипс за 10 патрона.